# Третья экспедиция Христофора Колумба
Третья экспедиция Христофора Колумба — морское плавание 1498—1500 годов к берегам Нового Света, возглавленное Христофором Колумбом, адмиралом на службе католических королей Испании Изабеллы Кастильской и Фердинанда Арагонского. В ходе первой и второй экспедиций Колумб пересёк Атлантику и оказался у берегов Америки, которую, правда, принял за Восточную Азию. 30 мая 1498 года он отплыл на запад из устья Гвадалквивира во главе флотилии в шесть кораблей. На этот раз маршрут пролегал южнее обычного: 31 июля мореплаватели открыли остров Тринидад, позже достигли побережья Южной Америки в районе устья Ориноко. Из-за болезни Колумб уплыл на Эспаньолу (Гаити). Туда же в 1500 году Фердинанд и Изабелла прислали своего губернатора Франсиско де Бобадилью, а Колумб, лишённый своих монопольных прав на новые земли, был арестован и в кандалах увезён в Испанию.

## Путешествие
В ходе двух первых экспедиций на запад Колумб открыл ряд островов и подчинил испанской короне Эспаньолу (Гаити), но не смог найти достаточно много золота и вступить в контакт с «Великим ханом», как он рассчитывал. Путешествия были дорогостоящими, большая часть колонистов умерла от болезней, так что заморские земли потеряли свою привлекательность в глазах и рядовых испанцев, и короны. Тем не менее было решено направить новую экспедицию, чтобы не дать закрепиться за океаном Португалии. Колумбу разрешили взять с собой 330 человек, причём из-за отсутствия добровольцев он набирал даже преступников.
30 мая 1498 года флотилия из шести кораблей отплыла из Сан-Лукара. Три корабля под началом Алонсо Санчеса Карвахаля отправились напрямую к Эспаньоле, а три остальных Колумб повёл существенно южнее. Он предполагал, что к югу от открытых им островов находится большая земля (возможно, Азиатский материк). 31 июля испанцы увидели землю — остров, получивший название Тринидад. К югу от него была другая земля. Подойдя к ней, мореплаватели оказались в пресноводном заливе. Колумб сделал вывод, что находится недалеко от устья большой реки, а значит, новая земля — обширный континент. 5 августа 1498 года он впервые ступил на берег Южной Америки.
В письме католическим королям Фердинанду и Изабелле Колумб сообщил, что нашёл земной рай, находящийся в Азии. «Ваши высочества обрели такие земли, и их столько, — написал адмирал, — что это иной мир, каковой всему христианскому люду принесёт радость, а вере нашей возвеличение».
От материка Колумб поплыл на север, к Эспаньоле, открыв по пути богатый жемчугом остров Маргарита. 31 августа его корабли причалили в Санто-Доминго. К этому времени Эспаньола была охвачена мятежом, который возглавлял Франсиско Ролдан. Не имея сил для решительных мер, Колумб был вынужден амнистировать всех мятежников и предоставить им земельные наделы, из-за чего пострадал его авторитет. Фердинанд и Изабелла, давно недовольные адмиралом, отправили в Новый Свет судью-ревизора Франсиско де Бобадилью, наделив его полномочиями наместника. Прибыв в Санто-Доминго в августе 1500 года, тот приказал арестовать Колумба и отправил его в Кастилию.
Впоследствии Колумб получил свободу и совершил ещё одно плавание в Новый Свет.